# Rietfontein (Nordkap)
Rietfontein ist eine Stadt im Distrikt ZF Mgcawu in der südafrikanischen Provinz Northern Cape. Sie befindet sich im nördlichsten Bereich der Provinz an der Grenze zu Namibia.

## Geographie
Rietfontein befindet sich auf dem Territorium der Lokalgemeinde Dawid Kruiper. Durch den Ort und am Rande der Ortschaft entlang ziehen sich einige Bachbetten, die nur unregelmäßig Wasser führen. Ein Wasserreservoir, der Katnael Dam, liegt unweit östlich der Ortschaft.
Die Gegend erhält nur wenige Niederschläge. Der mittlere Jahresniederschlagswert liegt bei 146 mm. Von besonderer Bedeutung für die Lebensbedingungen sind die periodisch auftretenden Winde, die vorwiegend aus Nordwesten wehen. Ihr Maximum erreichen sie im August und September, dabei führen sie Sand mit, der erodierend auf die Landoberfläche einwirkt und Dünenkronen der Kalaharilandschaft verändert. Zudem sind die Winde warm und trocken. Es werden dabei Samen verbreitet, die im Herbst und Winter zum Auskeimen kommen können. In den Sommermonaten bringen Südwinde kühle Luft und im Winter kurzzeitig extreme Kälte.
Das nahe Umfeld von Rietfontein gehört zu einem kleinen Territorium des Landschaftstyps Hard Veld, wo keine Dünen vorhanden sind. Einige Pans (Senken) nehmen das Wasser episodisch vorkommender Niederschläge auf. Aus der Richtung des Auob-Oberlaufs erstreckt sich ein Aquifer mit Grundwasser in Richtung Rietfontein. Zusammen mit fossilen Wasserreserven gibt es aus Bohrungen daher eine sehr begrenzte Trinkwasserversorgung für den Ort und seine Umgebung. Erschwerend kommt hinzu, dass manche Bohrlöcher dieser Kalahari-Region nur ein Wasser mit einem für die Menschen und Viehzucht zu hohen Gehalt an Fluorid-Ionen (1,5 mg/l als max. Limit für Trinkwasser) liefern, der meist über 3,0 mg/l liegt und im Einzelfall bis 52,6 mg/l gemessen wurde. Die Ursache für diese natürlichen Fluor-Gehalte im Grundwasser ist unbekannt. Farmer der Umgebung holen daher in Rietfontein ihr benötigtes Trinkwasser.
Eigenständige (main place) Nachbarorte sind weiter östlich Klein Mier, Groot Mier und Askham sowie Philandersbron im Südosten.

## Bevölkerung
Gemäß der Volkszählung von 2011 lebten hier 2293 Personen in 473 Haushalten auf 1,8 km². Davon waren 93 % Coloured, 5,63 % schwarz, 1,05 % Asiaten und 0,52 % weiß. Als Hauptsprache gaben 95,5 % Afrikaans, 1,38 % Gebärdensprache, 1,0 % Englisch sowie 1,0 % Setswana an.

## Wirtschaft
Die Einwohner des Ortes leben von Subsistenzwirtschaft, Viehhaltung und vom Tourismus. Insgesamt ist die Beschäftigungsrate sehr niedrig (Arbeitslosigkeit etwa 40 %).

## Verkehr
Von Hotazel führt die Regionalstraße R31 an Rietfontein heran und quert in westlicher Richtung die Grenze mit Namibia, wo sie als Hauptstraße C16 in Richtung Keetmanshoop verläuft. Demzufolge gibt es hier den Grenzübergang Rietfontein.
Die Landstraße R360 kommt aus dem Süden, wo sie in Upington von der Nationalstraße N10 abzweigt. Diese Strecke wurde von SANRAL ausgebaut.
Es gibt hier zwei sich kreuzende Landepisten für Flugzeuge mit der Bezeichnung Rietfontein Airport.

## Sehenswürdigkeiten
- Kalaharilandschaften
- Kulturlandschaft der !Khomani San[5]
- Hakskeen Pan (Salztonebene)[6]